# 마리아 츠체츠출린

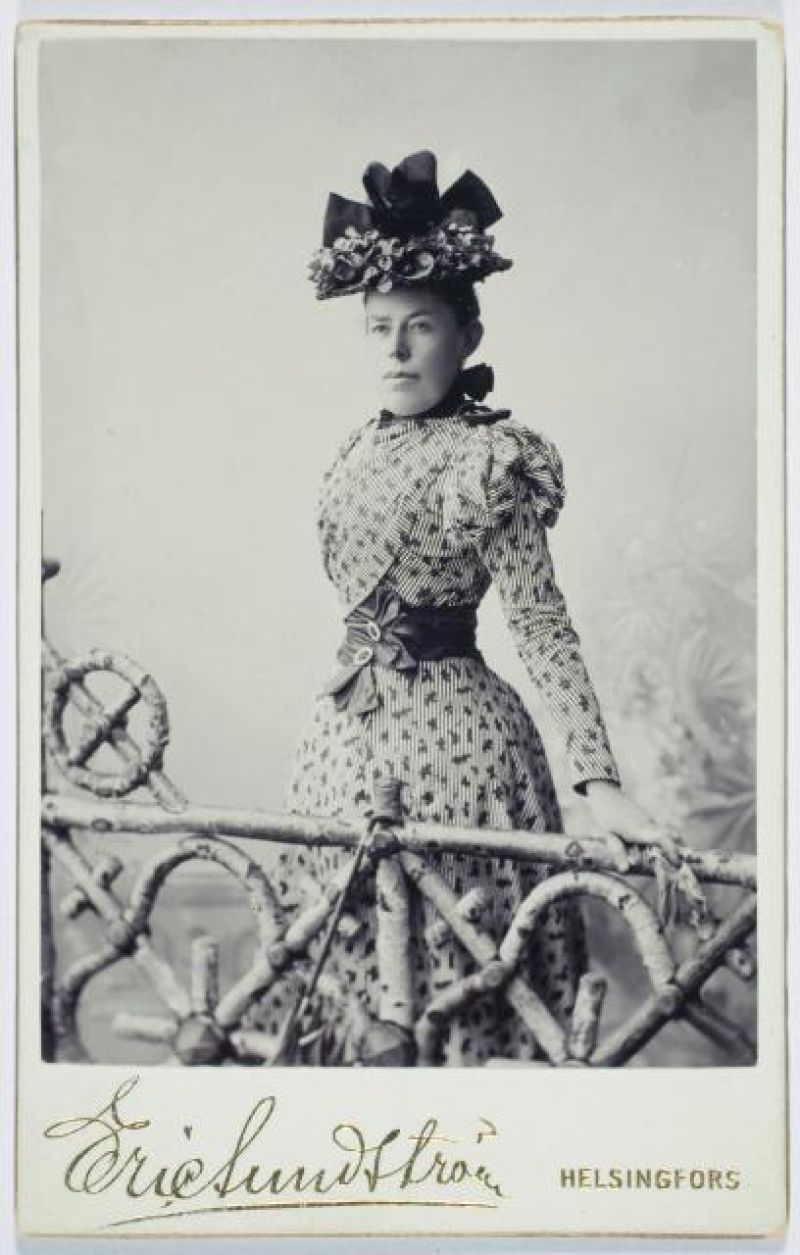

마리아 츠체츠출린(Maria Tschetschulin, 1852년-1917년)은 러시아계 핀란드인으로, 핀란드 최초로 대학에 입학한 여성이다.
부계 혈통이 러시아계로, 1852년 헬싱키에서 증기선 선주 표도르 츠체츠출린과 힐다 에크스테인의 4녀 중 장녀로 태어났다. 부친이 죽은 뒤 파산하게 되자 가계를 지탱하고 세 여동생을 부양하기 위해 공부를 할 수 있는 자격을 얻었다. 1870년 헬싱키 대학교에 입학해 핀란드 최초의 여자 대학생이 되었다. 스웨덴에서도 같은 해 베티 페테르손이 최초의 여대생으로 입학했으나 이듬해까지 학생으로 정식 등록되지 않았기에 츠체츠출린이 핀란드 뿐 아니라 북유럽 전체의 최초의 여대생이 된다. 하지만 츠체츠출린은 1873년 시험에 참석하지 않은 뒤 대학 공부를 그만뒀다. 핀란드 최초의 여자 대학 졸업생은 1882년 졸업한 에마 이레네 오스트룀이다. 츠체츠출린은 스스로를 반(反)여성주의자라고 여겼으며, 남자들 뿐인 환경에서 공부를 계속하기를 원하지 않았다. 대학을 중퇴한 뒤에는 집안 회사에서 증기선 관련 사무직을 지냈다.